# Väinö Kamppuri
Väinö Kamppuri le 11 aout 1891 à Viipuri – mort le 10 juillet 1972 à  Hattula) est un artiste peintre finlandais,.

## Biographie
Il étudie à l'école de dessin des amis de l'Art de Viipuri en 1907 puis à l'école de dessin de l'association des arts de 1912 à 1914.

## Reconnaissance
- Médaille Pro Finlandia, 1954.
- Titre de professeur, 1967.